# Having Fun with Elvis on Stage
Having Fun With Elvis on Stage ist ein Livealbum des US-amerikanischen Sängers Elvis Presley. Es erschien im Oktober 1974.

## Hintergrund und Inhalt
Having Fun With Elvis on Stage stellt einen Versuch von Presleys Manager Colonel Tom Parker dar, über ein eigens gegründetes Plattenlabel namens Boxcar Records ein Werk seines Schützlings herausbringen zu können, ohne dabei mit RCA Records in Konflikt zu geraten, welches die Rechte über sämtliche musikalische Veröffentlichungen des Sängers innehatte. Um dies zu bewerkstelligen, fertigte er ein Album an, welches keine Musik beinhaltete; stattdessen bestand der gesamte Ton lediglich aus Witzen, Anekdoten, selbstironischen Kommentaren und Anmoderationen, die der Musiker bei mehreren seiner Konzerte zwischen den eigentlichen Liedern zum Besten gab. Da durch das Herausschneiden der Songs, auf die sich seine Mono- und Dialoge mitunter bezogen, sowie das Fehlen der visuellen Komponente der Bühnenshows, jedoch der Kontext verloren ging, ist ein nicht unerheblicher Teil des Inhaltes kaum nachzuvollziehen. Unter Parker war das Album zunächst exklusiv als Souvenir auf Konzerten des Weltstars erhältlich. Allerdings konnte sich RCA Records die Rechte letztlich doch sichern, woraufhin das Werk eine breite Veröffentlichung erfuhr. Presley selbst distanzierte sich von Having Fun With Elvis on Stage und veranlasste, es aus dem Handel zu nehmen, weshalb es heute als Rarität gilt.

## Covergestaltung
Das Cover zu Having Fun With Elvis on Stage zeigt sechs Schwarzweiß-Fotografien von Elvis Presley während eines Konzertes. Auf allen trägt er seinen mittlerweile ikonisch gewordenen weißen Jumpsuit mit aufgenähtem Adlermotiv und hält ein Mikrofon in der Hand. Die Bilder sind alle individuell gelb umrandet, rundherum befindet sich ein allgemeiner, orangefarbener Rahmen. Darüber steht der Albumtitel, wobei der Vorname des Künstlers deutlich hervorgehoben ist: sind die Worte „Having Fun“ und „on Stage“ in mittelgroßer, roter und das Wort „With“ in kleiner, schwarzer Schrift geschrieben, ist dieser groß, rosa-orange und dreidimensional gestaltet. In der linken, oberen Ecke ist das Label der jeweiligen Pressung angegeben, während in der rechten der Vermerk „A Talking Only Album“ zu lesen ist.

## Titelliste
| Nr. | Titel      | Länge |
| --- | ---------- | ----- |
| 1.  | [Untitled] | 18:06 |
| 2.  | [Untitled] | 19:00 |

## Kritik
Having Fun With Elvis on Stage erhielt vernichtende Kritiken. Es gilt nicht nur als die mit Abstand schlechteste Veröffentlichung Presleys, sondern auch als eines der schlechtesten Alben aller Zeiten. Neben dem Fehlen von tatsächlicher Musik wurde auch kritisiert, dass die auf dem Album präsentierten Auszüge aufgrund der Abwesenheit jeglichen Kontexts keinen Unterhaltungswert böten. Insbesondere die häufige Wiederholung des Wortes „Well“ wurde verrissen, welches Presley eigentlich als Überleitung zum jeweils nächsten, auf dem Album jedoch immer herausgeschnittenen Musikstück verwendete. Die miserable Qualität des Werkes wurde mit einem Autounfall verglichen, der zu schrecklich sei, um wegzusehen. Andere retrospektive Kritiken meinten, das Album sei für Personen, die nicht absolut jede Veröffentlichung des Sängers besitzen müssten, unnötig, jedoch hätte es über die Jahre auch schon Schlimmeres gegeben. Jimmy Guterman und Owen O’Donnell listeten Having Fun With Elvis on Stage in ihrem Buch über die schlechtesten Rock-’n’-Roll-Alben auf Platz 1, da es keinen Rock ’n’ Roll beinhalte.

## Erfolg
Having Fun With Elvis on Stage konnte in den USA Platz 130 der regulären Albumcharts erreichen, und landete zusätzlich auf Position 9 der Country-Charts, obwohl das Werk keine Musik, und somit auch keine dieses Genres aufweist.